# 愛知県道37号岡崎作手清岳線

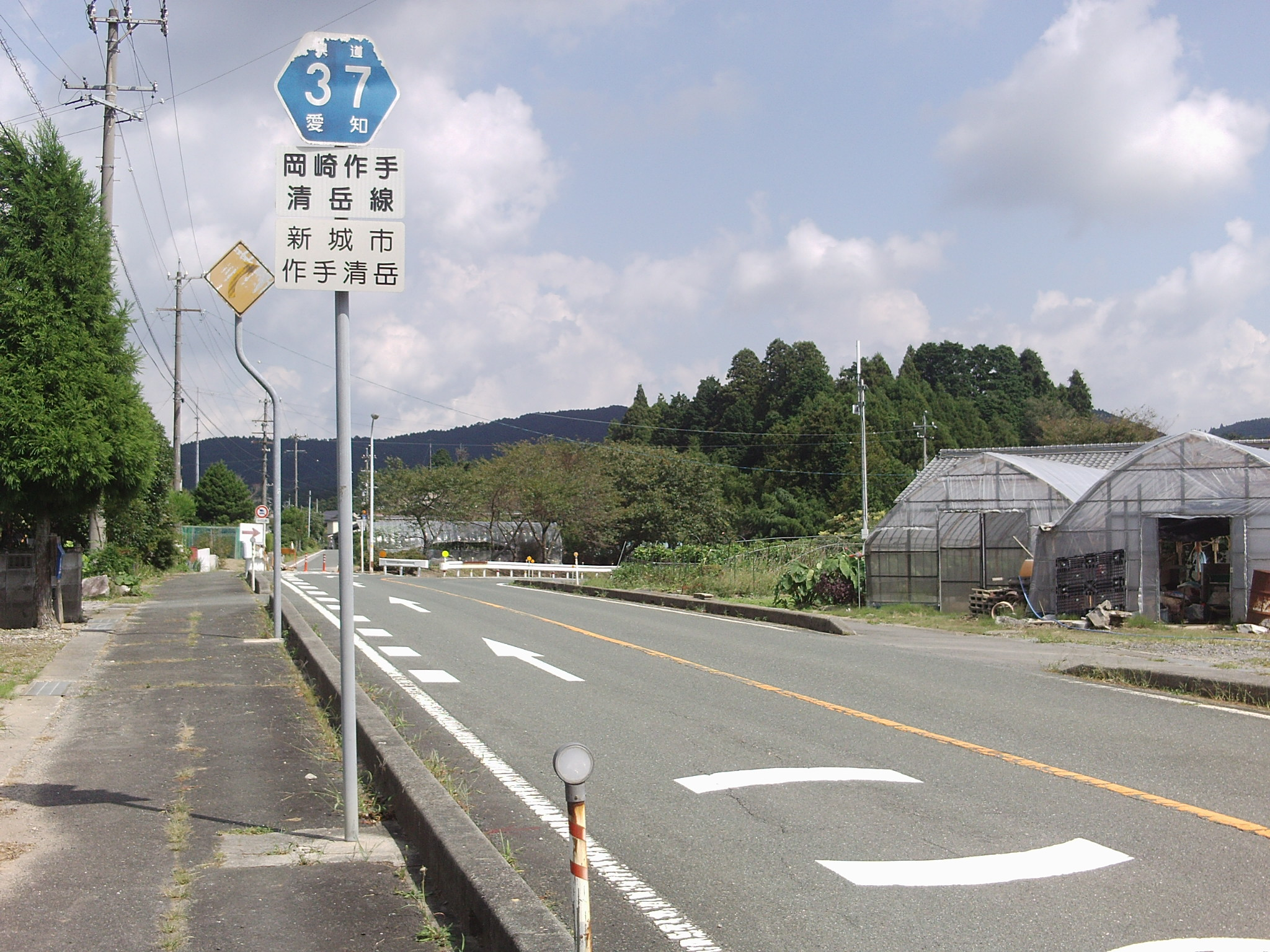
現道は右にカーブして道の駅つくで手作り村方面へ、旧道は直進して清岳交差点へ向かう。（新城市作手清岳）

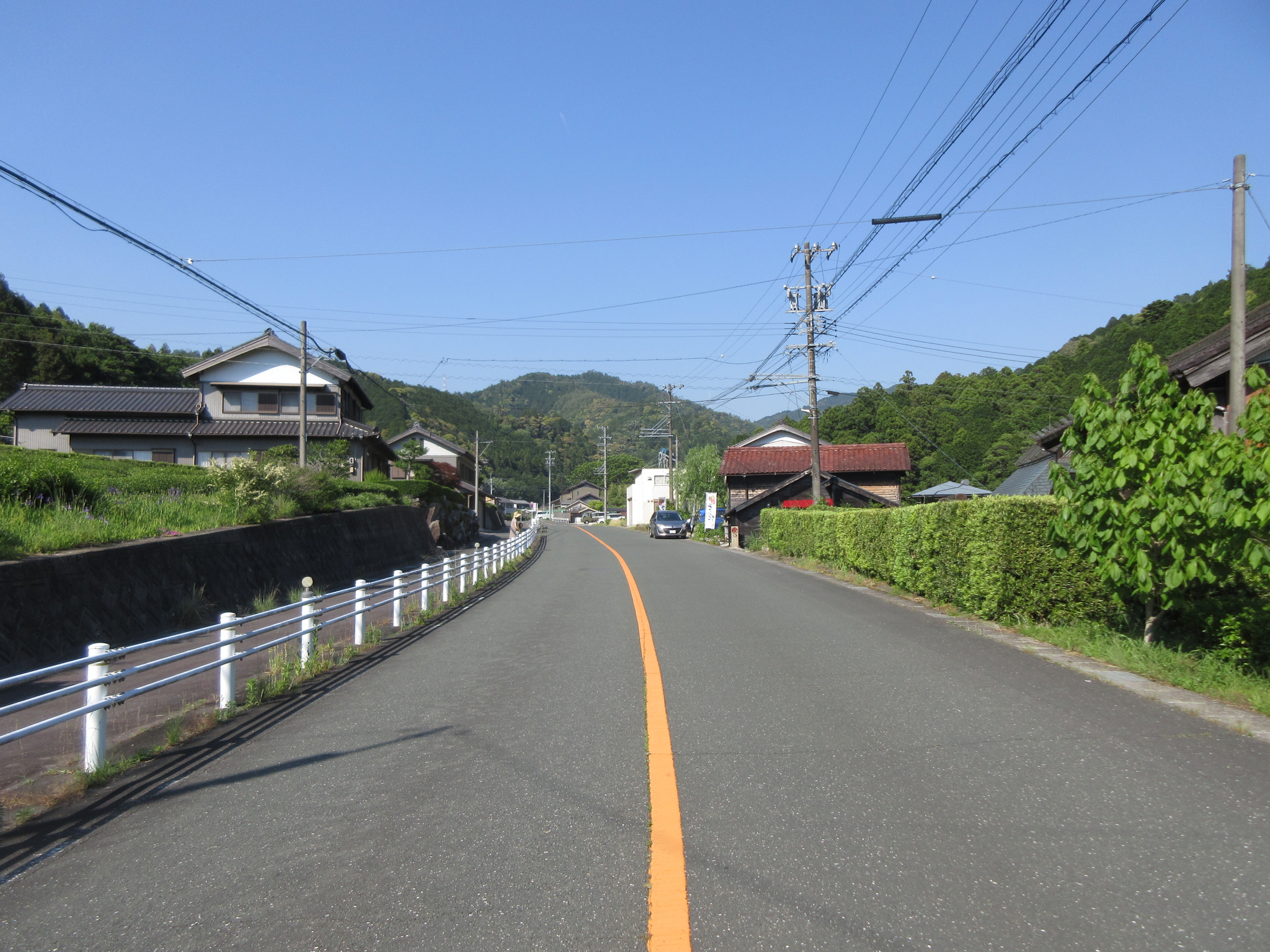
岡崎市石原町

愛知県道37号岡崎作手清岳線（あいちけんどう37ごう おかざきつくできよおかせん）は、愛知県岡崎市茅原沢町から新城市作手清岳に至る主要地方道である。

## 概要

### 路線データ
- 起点：愛知県岡崎市茅原沢町（愛知県道35号岡崎設楽線交点）
- 終点：愛知県新城市作手清岳（国道301号交点）
- 総距離：約26.2 km

## 沿革
- 1959年12月15日：認定
- 2011年4月1日：岡崎清岳線から岡崎作手清岳線へ名称変更

## 通過する自治体
- 愛知県
  - 岡崎市
  - 新城市

## 接続する道路
- 作手街道：愛知県道35号岡崎設楽線（岡崎市茅原沢町字上平：茅原沢町交差点）
- 愛知県道324号生平幸田線（岡崎市茅原沢町字梅薮前：男川対岸が生平町）
- 樫山街道：国道473号（旧愛知県道36号阿蔵本宿線。岡崎市樫山町月秋交差点）
- 愛知県道377号豊川片寄線（岡崎市片寄町字中萩沢：豊橋北歩行者信号付近）
- 愛知県道334号千万町豊川線（岡崎市宮崎町字清水沢西・字東ノ切間で重複）
- 愛知県道527号本宮山作手白鳥線（本宮山スカイライン:新城市作手白鳥地内）
- 国道301号（新城市作手清岳:清岳交差点）

## 沿線・周辺
- 男川（くらがり渓谷入口まで並行）
- 愛知県警察岡崎警察署茅原沢駐在所
- 岡崎市立生平小学校
- 桜井寺公民館
- 桜井寺
- 須賀神社
- 岡崎市役所額田支所
- NTT西日本豊富電話交換所
- 岡崎市立豊富小学校
- 岡崎市立豊富保育園
- 岡崎市立額田中学校
- 片寄コミュニティセンター
- 片寄八幡宮
- 天恩寺
- 須佐之男神社
- 淡渕公会堂
- わんパーク
- 岡崎市農村環境改善センター
- 愛知県警察岡崎警察署宮崎駐在所
- 岡崎市額田宮崎診療所
- 宮崎公民館
- 宮崎郵便局
- 岡崎市立宮崎小学校
- 宮崎浄水場
- くらがり渓谷、くらがりキャンプ村、レストハウス闇刈
- 田原坂（たばらざか）：くらがり渓谷入口付近からホウジタ峠までのカーブの続く九十九折の峠道[1]。
- ホウジタ峠（岡崎・新城市境：標高560m）
- 本宮山
- 古宮城
- 亀山城
- 道の駅つくで手作り村

## 別名
- 男川せせらぎ道（岡崎市）
- 宮崎街道（岡崎市、新城市）